# Michael Myers (Halloween)
Michael Myers é um personagem fictício da série de filmes de terror Halloween. Aparece pela primeira vez em 1978 no filme Halloween, realizado por John Carpenter. No filme, Myers é retratado como uma criança de seis anos que na noite de Halloween, assassina a sua irmã mais velha, Judith. Depois de ficar institucionalizado num hospital psiquiátrico durante quinze anos, escapa e regressa a casa em Haddonfield, Illinois, para matar mais adolescentes.
No Halloween original, o adulto Michael Myers (referido como "The Shape" nos créditos), foi interpretado por Nick Castle na maior parte do filme, substituído depois por Tony Moran e por Tommy Lee Wallace para as cenas finais. Criado por Debra Hill e por Carpenter, Myers já apareceu em onze filmes, videojogos, romances e em vários livros de banda desenhada, que de alguma forma expandem o universo fictício da personagem.
Michael Myers é o principal antagonista na série de filmes Halloween, excepto em Halloween III: Season of the Witch, que não está continuamente ligado aos outros filmes. Desde Castle, Moran e Wallace que o interpretaram no filme original, sete outras pessoas já tiveram essa função. Michael Myers é caracterizado como "mal em estado puro", tanto diretamente nos filmes, como pelos cineastas que o criaram e o produziram ao longo da série, assim como por participantes em questionários. A inspiração de Carpenter para o "mal" que Michael encarna, aconteceu durante uma viagem de estudo que fez a uma instituição de saúde mental no Kentucky.
Um ícone da cultura popular, já foi descrito como "o protótipo de todos os vilões". Michael Myers ficou em #1 na lista dos melhores vilões slasher para o site Fandango. A personagem usa uma máscara branca criada a partir de um molde do rosto do Capitão Kirk.

## Aparições
Michael Myers nasceu em 19 de Outubro de 1957, é o principal antagonista na série de filmes Halloween, exceto o em Halloween III: Season of the Witch, que não tem nenhum dos personagens dos dois filmes antecedentes, incluindo Myers, que não tem nenhuma relação com a história. Michael regressa no filme seguinte, apropriadamente intitulado Halloween 4: The Return of Michael Myers. Para além do cinema, Michael Myers já entrou em várias formas literárias, que de alguma forma expandem o universo fictício da personagem.

### Filmes
Michael Myers aparece pela primeira vez em 1978 no filme Halloween, apesar de nos primeiros dois filmes ser-lhe dado o nome de "The Shape" nos créditos finais. No inicio de Halloween, Michael de seis anos (Will Sandin) mata a sua irmã Judith (Sandy Johnson) no Halloween de 1963. Quinze anos depois, Michael (Nick Castle/Tony Moran/Tommy Lee Wallace) consegue fugir do sanatório de Smith's Grove e regressa à sua terra natal, Haddonfield em Illinois. E lá persegue Laurie Strode (Jamie Lee Curtis) durante o Halloween, enquanto o seu psiquiatra, Dr. Sam Loomis (Donald Pleasence), tenta detê-lo. Depois de matar os seus amigos, Michael consegue finalmente atacar Laurie, mas ela consegue de alguma forma evitá-lo, arranjando tempo suficiente para Loomis a salvar. Loomis dispara em Michael seis vezes no peito, e este cai da varanda do segundo andar da casa; quando Loomis vai até varanda verificar, o corpo de Michael não está mais lá. Michael regressa em Halloween II (1981). O filme começa exatamente onde acaba o primeiro, com Dr. Loomis ainda à procura do corpo de Michael. Michael (Dick Warlock) persegue Laurie Strode (Curtis) no hospital onde ela esta, matando os guardas, médicos e enfermeiras que cruzam seu caminho. Loomis descobre que Laurie Strode é a irmã mais nova de Michael, e corre para o hospital à procura deles. Quando lá chega causa uma explosão no bloco operatório, permitindo que Laurie escape, enquanto ele e Michael são consumidos pelas chamas. A história de Halloween 4: The Return of Michael Myers (1988) começa dez anos depois dos eventos ocorridos em Halloween II. É revelado que Michael (George P. Wilbur) e o Dr. Loomis sobreviveram à explosão, apesar de Michael ter ficado em coma durante uma década no Sanatório Federal de Ridgemont. Michael quando acorda do coma descobre que Laurie Strode já morreu, mas que tinha sido mãe de uma filha agora com sete anos, Jamie Lloyd (Danielle Harris). De regresso a Haddonfield, Michael causa um apagão na cidade e massacra a policia local, antes de ser abatido pelas forças de segurança estaduais, fazendo com que caía para dentro de uma mina. Halloween 5: The Revenge of Michael Myers (1989) começa imediatamente depois do quarto filme acabar, com Michael Myers (Donald L. Shanks) a conseguir sair da mina e eventualmente a ser ajudado por um eremita local. Passado um ano, Michael mata o eremita e regressa a Haddonfield à procura de Jamie (Harris), perseguindo-a pela sua casa de infância, numa armadilha preparada por Loomis (Pleasence). Michael é capturado e levado para a esquadra policial local, mas uma figura invisível mata os oficiais e liberta-o. Halloween: The Curse of Michael Myers (1995) decorre seis anos depois dos eventos de The Revenge of Michael Myers; tanto Jamie (J. C. Brandy) como Michael (Wilbur) desapareceram de Haddonfield. Jamie foi raptada e engravidada por o Culto de Thorn, liderado pelo Dr. Terence Wynn (Mitchell Ryan), um amigo e colega Loomis de Smith's Grove. É revelado que Wynn tem manipulado Michael Myers desde sempre, e que foi ele próprio o salvador misterioso em Halloween 5. Michael mata Jamie, mas depois dela ter escondido o seu bebé recém-nascido, que é descoberto e levado por Tommy Doyle (Paul Stephen Rudd). Enquanto tenta o proteger o bebe de Michael e de Wynn, Tommy descobre que o culto poderá ser a razão da obsessão de Michael em querer matar toda a sua família, além das suas habilidades aparentemente sobrenaturais.
Ignorando os eventos dos filmes anteriores, Halloween H20: 20 Years Later (1998) estabelece que Michael Myers (Chris Durand) desapareceu desde a explosão no hospital ocorrida em 1978. Laurie Strode (Curtis) fingiu a sua morte para conseguir escapar ao irmão, e vive agora na Califórnia com outro nome mais o filho adolescente John (Josh Hartnett). No vigésimo aniversário da sua última reunião, Michael descobre Laurie e o seu filho numa escola privada onde ela é directora e mata os amigos de John. Depois de colocar o filho em segurança, Laurie regressa de bom grado para confrontar Michael, e é bem sucedida, decapitando-o. Halloween: Resurrection (2002) começa três anos depois dos eventos de H20, rectifica retroactivamente a morte de Michael, descrevendo que o homem que Laurie tinha decapitado era um paramédico, a quem Michael tinha atacado e trocado de roupas. Michael (Brad Loree) descobre que Laurie (Curtis) está institucionalizada num hospital e mata-a. De regresso a Haddonfield, Myers descobre e mata um grupo de alunos que estavam a filmar na sua casa de infância um reality show para a Internet. Uma das participantes no programa, Sara Moyer (Bianca Kajlich) e o produtor, Freddie Harris (Busta Rhymes), escapam ao prenderem Michael numa garagem em chamas.
Em 2018 surge Halloween retomando quarenta anos após os eventos do filme original, sem levar em conta as sequência anteriores. Aqui uma equipe de documentários britânica viaja aos Estados Undos para visitar Michael Myers (James Jude Courtney/Nick Castle) no sanatório (nessa cronologia Michael foi preso em um sanatório após levar seis tiros de Loomis), para uma retrospectiva sobre a noite de terror de 1978, mas seu projeto entra em caos e se torna mais interessante quando Michael escapa da custódia, recupera sua antiga máscara e busca vingança contra Laurie Strode (Curtis), naturalmente fazendo outras vítimas em seu caminho. Nas décadas seguintes da trágica noite de Halloween que mudaram para sempre a vida da ex-babá, Laurie se armou e preparou para o inevitável retorno de Michael, para o detrimento de sua família, incluindo sua filha Karen (Judy Greer) e neta Allyson (Andi Matichak).
Uma nova versão de Michael Myers aparece em Halloween (2007), um filme que dá um reinicio à série, realizado por Rob Zombie. O filme segue a premissa básica do original de 1978, mas com maior foco na infância de Michael: é mostrado Michael de dez anos (Daeg Faerch) a matar animais e a sofrer abusos verbais da sua irmã Judith (Hanna R. Hall) e do padrasto Ronnie (William Forsythe), ambos assassinados mais tarde por Michael. Durante o período no sanatório Smith's Grove, Michael ganha o passatempo de criar máscaras em papier-mâché enquanto recebe terapia (embora sem sucesso) de Dr. Sam Loomis (Malcolm McDowell). Adulto, Michael (Tyler Mane) regressa a Haddonfield para se reunir com a sua amada irmã Laurie (Scout Taylor-Compton). Laurie, no entanto, fica aterrorizada com a presença dele e dispara em legítima defesa. A história de Zombie continua em Halloween II (2009), em que o enredo começa onde o anterior filme acaba e salta um ano em frente. Aqui, presume-se que Michael (Mane) está morto, mas ressurge depois de ter uma visão da sua falecida mãe Deborah (Sheri Moon Zombie) que lhe informa que ele tem de perseguir Laurie (Taylor-Compton) para assim "voltarem para casa". No filme, Michael e Laurie têm uma ligação mental, com os dois a partilharem visões da sua mãe. Durante o clímax do filme, Laurie aparentemente mata Michael, ao esfaqueá-lo repetidas vezes no peito e na cara com a sua própria faca.

### Literatura
A estreia literária de Michael Myers foi em Outubro de 1979, quando Curtis Richards lançou uma romantização do filme original. O livro segue os mesmos eventos, mas inclui referencias ao festival de Samhain. O prólogo dá uma possível explicação para os impulsos assassinos de Michael, ao contar a história de Enda, uma adolescente celta desfigurada, que mata a princesa druida Deirdre e o seu amante, como vingança por ele a rejeitar; o rei e o seu shaman amaldiçoam a alma de Enda, para eternamente errar na terra revivendo o seu crime. É mais tarde revelado que Michael Myers começa a sofrer pesadelos sobre Enda e Deirdre, como fez o seu bisavô antes de disparar e matar duas pessoas num baile de Halloween na década de 1890. O romance mostra a infância de Michael com maior detalhe; a sua mãe começa a mostrar preocupação sobre o comportamento anti-social do filho, antes dele matar Judith, e Dr. Loomis repara que o rapaz durante a sua estadia em Smith Grove, consegue controlar e manipular o pessoal e os pacientes da instituição. Mais tarde na história, a perseguição de Michael a Laurie e aos seus amigos é retratado de uma maneira mais explicitamente sexual do que no filme, com várias referencias à erecção de Michael. Michael regressa ao mundo da literatura em 1981 com a adaptação de Halloween II, escrito por Jack Martin; foi editado ao mesmo tempo que a sequela do primeiro filme. Segue os mesmo eventos do filme, no entanto tem mais uma vitima, um repórter. O último romance com Michael foi Halloween IV, editado em 1988. Escrito por Nicholas Grabowsky, e tal como as anteriores adaptações, segue os mesmo eventos de Halloween 4: The Return of Michael Myers.
Num período de quatro meses, a Berkley Books publicou três romances juvenis escritos por Kelly O'Rourke; os romances contém histórias originais de O'Rourke, sem estarem continuamente ligadas aos filmes. O primeiro, The Scream Factory, lançado em Outubro de 1997, segue a história de um grupo de amigos que constroem na cave da Câmara Municipal de Haddonfield uma casa assombrada para servir como atracção, acabando por serem perseguidos e mortos por Michael Myers enquanto estão por lá. The Old Myers Place é o segundo romance, lançado em Dezembro de 1997, e foca-se me Mary White, que se muda com a sua familia para a casa de Myers, usando para si o quarto de Judith Myers. Michael regressa a casa e começa a perseguir e a atacar Mary e os seus amigos. O último romance de O'Rourke é The Mad House, lançado em Fevereiro de 1998. The Mad House fala da jovem Christine Ray, que se junta a uma equipa de filmagens que viaja em busca de sítios assombrados para fazerem documentários; nessa altura estão a caminho do Hospital Psiquiátrico de Smith Grove. A partir desse momento o grupo é confrontado por Michael Myers.
A primeira aparição de Michael Myers no mundo da banda desenhada foi numa série de livros editados pela Chaos! Comics de Brian Pulido. O primeiro, Halloween, tinha a intenção de ser uma edição especial de um livro só, mas eventualmente acabaram por ser editadas duas sequelas: Halloween II: The Blackest Eyes e Halloween III: The Devil's Eyes. Todas as histórias foram escritas por Phil Nutman, com assistência de Daniel Farrands (escritor de Halloween: The Curse of Michael Myers) no primeiro livro; David Brewer e Justiniano trabalharam nas ilustrações. Tommy Doyle é o protagonista em todos os livros, onde se foca as suas tentativas de matar Myers. O primeiro inclui a história da infância de Michael e as suas sessões de terapia com Dr. Loomis, enquanto o terceiro começa logo após os eventos de Halloween H20.
Em 2003, Michael aparece na edição de autor One Good Scare, um livro de banda desenhada escrito por Stefan Hutchinson e ilustrado por Peter Fielding. A protagonista da história é Lindsey Wallace, a jovem que pela primeira vez viu Michael Myers com Tommy Doyle no filme original de 1978. Hutchinson queria trazer de novo a personagem às suas raízes, longe dos "clones madeireiros de Jason" em que as sequelas do cinema o transformaram. A 26 de Julho de 2006 foi lançado em formato DVD o documentário Halloween: 25 Years of Terror, realizado por Hutchinson. Dentro da caixa do disco estava incluído o livro de banda desenhada Halloween: Autopsis, escrito por Hutchinson e com ilustrações de Marcus Smith e Nick Dismas. A história é sobre um fotógrafo que tinha a missão de tirar fotografias de Michael Myers. À medida que Carter, o fotógrafo, segue Dr. Loomis; ele próprio começa também a ficar com a obsessão de Loomis, até que quando se encontra com Michael Myers em pessoa, este mata-o.
Em 2008, a Devil's Due Publishing começou a lançar mais livros de banda desenhada referente a Halloween, começando com uma série de quatro volumes: Halloween: Nightdance. Escritos por Stefan Hutchinson, Nightdance têm lugar em Russellville, e conta a obsessão de Michael para com Lisa Thomas, uma rapariga que lhe lembra a sua irmã Judith. Lisa tem medo do escuro, isto porque Michael a aprisionou numa cave durante vários dias, e alguns anos depois, ele começa a enviar-lhe desenhos de criança perturbadores, enquanto mata todos os que a rodeiam durante o Halloween. Entretanto, Ryan Nichols anda em busca de Michael depois de o ver a atacar e a raptar a sua esposa. No final, Michael culpa Ryan pelas mortes e enterra Lisa viva. Em entrevista, Hutchinson explicou que Nightdance foi uma tentativa de escapar à densa continuidade que existe nos filmes, recreando o tom do filme de 1978; Michael torna-se inexplicavelmente obcecado por Lisa, tal como ficou com Laurie no original Halloween, antes das sequelas estabelecerem que a motivação para a perseguir seria a ligação que ambos tinham como irmãos. Incluído com a reedição de Nightdance está a uma curta história em prosa, Charlie, em que Charlie Bowles, um assassino em série de Russellville que explora as mesmas forças demoníacas que motivam Michael Myers. Para celebrar o aniversário da série Halloween, a Devil's Due lançou em Agosto de 2008 um livro de banda desenhada com o nome Halloween: 30 Years of Terror, escrito por Hutchinson. Uma colecção de antologia inspirada no filme original de John Carpenter, Michael aparece em várias histórias a adulterar doces de Halloween, decapitando uma bela rainha, a atormentar Laurie Strode e a matar uma professora. Entre 2008 e 2009, a Devil's Due Publishing também lançou uma mini-série limitada de três livros com o nome Halloween: The First Death of Laurie Strode. Escritos por Hutchinson e ilustrados por Jeff Zornow, os eventos têm lugar logo após o final do filme Halloween II, continuando na mesma linha de tempo de Halloween H20. Os três livros foram distribuídos com capas alternativas.

## Caracterização
"Conheci-o há quinze anos; disseram-me que não tinha sobrado nada; nenhuma razão, nenhuma consciência, nenhuma compreensão; e até mesmo o mais rudimentar sentido de vida ou morte, de bem ou mal, certo ou errado. Conheci esta criança de seis anos de um rosto branco, pálido, sem emoção, e os olhos mais negros... os olhos do diabo. Passei oito anos a tentar alcançá-lo, e depois outros sete a tentar mantê-lo preso, porque percebi que aquilo que vivia por detrás dos olhos daquele menino era pura e simplesmente... o mal."

— A descrição de Loomis do jovem Michael, inspirada numa experiência que Carpenter teve na vida real com um doente mental.
A caracterização comum é que Michael Myers é o mal em estado puro. John Carpenter descreve-o como "quase uma força sobre-humana - uma força da natureza. Uma força do mal à solta," uma força que é "impossível de matar". O Prof. Nicholas Rogers refere que "Myers é descrito como um homem mítico, um papão esquivo, alguém que tem uma força sobre-humana que não pode ser morto com balas, facadas ou fogo." A inspiração de Carpenter para o "mal" que Michael encarna, veio quando estava a estudar. Durante uma viagem de estudo que fez a uma instituição de saúde mental no Kentucky, Carpenter visitou "os doentes mentais mais graves". Entre eles havia um rapaz com cerca de doze anos que lhe fez um "olhar esquizofrénico", "um verdadeiro olhar mau", que Carpenter diz ter sido "perturbador", "assustador" e "completamente louco". A experiência de Carpenter acabaria por inspirar a descrição que Loomis fez de Michael ao Xerife Brackett no filme original. Debra Hill já afirmou que a cena onde Michael mata o pastor alemão dos Wallace, foi feita para ilustrar o quão "mau e mortal" ele é.
A cena final onde Michael leva seis tiros, e depois desaparece do chão fora da casa, foi feita para aterrorizar a audiência. Carpenter queria que o público ficasse a questionar-se sobre quem é realmente Michael — ele desapareceu; e em todo lado ao mesmo tempo; mais que humano; pode ser sobrenatural, e ninguém sabe como ficou assim. Para Carpenter, entreter o público com questões era melhor que explicar a personagem com "ele foi amaldiçoado por..." Josh Hartnett, que interpretou John Tate em Halloween H20, refere: "para mim é mais fácil ter medo dele. Sabes como é, tipo, alguém que aparece e, sabes [imita o som de esfaqueamento do filme Psycho], ao invés de ser um humano com quem julgas que podes falar. E sem remorsos, ele não tem sentimentos, e isso é o mais assustador, sem dúvida." Richard Schickel, critico de cinema da revista TIME, sente que Michael é "irracional" e "extremamente zangado com algo", que tem "um tipo de inteligência obcecada e primitiva". Schickel considera ser esta a "definição de um bom monstro", ao fazer a personagem "menos que humano", mas com inteligência suficiente "para ser perigoso".
Dominique Othenin-Girard tentou ter audiências "relacionadas com o 'Mal', para o lado ‘doente’ de Michael Myers". Girard queria que Michael tivesse uma aparência "mais humana [...] mesmo até vulnerável, com sentimentos contraditórios dentro dele". Estes sentimentos foram ilustrados numa cena onde Michael retira a máscara e derrama uma lágrima. Girard explica que "De novo, para o humanizar, para lhe dar uma lágrima. Se o Mal, ou neste caso, o nosso papão, conhece a dor, ou amor, ou demonstra algum arrependimento; torna-se ainda mais assustador para mim se ele começar a perseguir a sua acção maléfica. Mostra uma determinação demoníaca para lá dos seus sentimentos. Dr. Loomis tenta alcançar o seu lado emotivo em [Halloween 5]. Ele pensa que pode curar Michael através dos seus sentimentos."

"Michael Myers é duradouro, porque ele é "mal em estado puro"."

—Steve Miner
Daniel Farrands, argumentista de The Curse of Michael Myers, descreve a personagem como sendo um "depravado sexual". De acordo com Farrands, a maneira como Michael persegue e observa as mulheres, contém um sub-texto de sexualidade reprimida. Farrands teoriza que, em criança, Michael tornou-se obcecado em querer matar a sua irmã Judith, e devido às suas razões meio retorcidas, sentiu que havia necessidade de repetir tal acção vezes sem conta, quando encontrou Laurie, uma figura parecida com a irmã, que o excita sexualmente. Farrands também acredita que ao criar Laurie, literalmente a irmã de Michael, as sequelas retiraram a simplicidade e autenticidade do filme original de 1978. Não obstante, enquanto escrevia Curse, foi pedido a Farrands para criar uma mitologia para Michael, que definisse os seus motivos e que explique a razão porque não consegue ser morto. Farrands explica que "Ele nunca mais pode ser um homem, já foi muito para lá disso. Ele é mítico. Ele é sobrenatural. Assim, comecei a partir desse ponto de vista, que existe mais alguma coisa que o conduz. Uma força que vai para lá dos cinco sentidos e que lhe infectou a alma de criança e que agora o guia." À medida que o argumento foi-se desenvolvendo e cada vez com maior numero de pessoas envolvidas, Farrands admitiu que o filme foi longe de mais ao explicar Michael Myers, e que ele próprio não ficou completamente satisfeito com o produto final.
Michael não fala nos filmes; a primeira vez que o público ouviu a sua voz foi no filme de 2007, realizado por Rob Zombie. Michael fala como uma criança no inicio, mas enquanto está em Smith's Grove, para de falar completamente. Originalmente, Rob Zombie tinha a intenção de colocar o Michael adulto a falar para Laurie no final do filme, simplesmente dizendo seu apelido de infância para ela, "Boo". Zombie explicou que esta versão não foi usada, porque teve medo que se naquele ponto a personagem falasse iria desmitificá-lo em demasia, e porque seria suficiente o acto de Michael dar a Laurie uma fotografia deles juntos.
Ao descrever vários dos aspectos de Michael Myers que queria explorar nos livros de banda desenhada Halloween: Nightdance, o escritor Stefan Hutchinson menciona o "senso de humor negro e bizarro" da personagem, quano este coloca um lençol sobre a cabeça para enganar uma rapariga fazendo-a pensar que é o seu namorado, e a satisfação que tem ao assustar os personagens antes de os matar, como por exemplo, deixar perceber a Laurie que é ele que a persegue. Hutchinson sente que Michael tem uma natureza perversa nas suas acções: "ver a diferença na forma como observa e persegue mulheres e homens". Também sugere que Haddonfield, a terra natal de Michael Myers, é a causa do seu comportamento, comparando a sua situação com a de Jack o Estripador, citando Myers como um "produto dos subúrbios - toda a emoção reprimida e falsa nos sorrisos de Norman Rockwell". Hutchinson descreve Michael como o "monstro da abjeção". Quando questionado sobre qual a opinião que tem em relação à expansão da vida familiar de Myers feita por Rob Zombie, Hutchinson responde que explicar o porquê de Michael fazer o que faz "[reduz] a personagem". Com isto dito, Hutchinson explora a natureza demoníaca na história curta Charlie (incluída no trade paperback de Halloween Nightdance), e explica que Michael Myers esteve quinze anos "a sintonizar-se com essa força, até ao ponto onde chegou, como Loomis disse, 'puro mal'". O desenhador de Nightdance, Tim Seeley, descreve a personalidade da personagem no filme original de John Carpenter, como sendo "um vazio", o que lhe permite ser mais aberto a interpretações, ao contrário do que aconteceu nas sequelas. Seeley supõe que Michael encarna uma parte de todos nós; uma parte nas pessoas que têm medo que um dia "num piscar de olhos esfaqueiem alguém", o mesmo receio que Michael cria no ecrã.
Em 2005, foi feito um estudo pelo Laboratório de Psicologia nos Média da Universidade do Estado da Califórnia, Los Angeles, sobre a apelação psicológica dos monstros do cinema — vampiros, Freddy Krueger, o monstro de Frankenstein, Jason Voorhees, Godzilla, Chucky, Hannibal Lecter, King Kong, Alien e o tubarão de Jaws — onde foram consultadas 1,166 pessoas nos Estados Unidos, com idades entre os 16 os 91 anos. Foi publicado no Journal of Media Psychology. No estudo, Michael foi considerado a "encarnação do mal puro"; quando comparado com outros personagens, Michael Myers teve a maior pontuação. Na categoria para ajudar à compreensão da insanidade humana, Michael ficou em segundo, atrás de Hannibal Lecter. Myers também ficou em primeiro como aquele que melhor mostra o "lado negro da natureza humana". Ficou em segundo na categoria de "monstro que adora matar", atrás de Jason mas empatado com Chucky. Os participantes também referem que acreditam que Michael tem "força sobre-humana". Foi também o mais votado nas categorias "monstro é um exilado", "monstro tem problemas psicológicos muito sérios" e "adoro ser assustado e este monstro realmente assusta-me".

## Na cultura popular
- No décimo nono episódio de Robot Chicken, "That Hurts Me", Michael Myers (voz de Seth Green) aparece como concorrente do programa de televisão "Big Brother dos Filmes de Terror", juntamente com outros personagens icônicos do cinema Slasher de terror como Jason Voorhees, Ghostface, Freddy Krueger, Pinhead e Leatherface. Myers é expulso da casa, quando tira a sua máscara revela ser o comediante Mike Myers, e diz a frase típica de Austin Powers, "I feel randy, baby, yeah!". Em seguida vai matar o apresentador do programa.[40]
- Michael apareceu no dia 25 de Abril de 2008 num episódio de Ghost Whisperer, "Horror Show", com Jennifer Love Hewitt. Aqui, um espírito comunica com a personagem de Hewitt, ao colocá-la em cenas dos filmes favoritos de terror do falecido, e numa delas envolve Myers.[41]
- No episódio "Bad Night" da série Cold Case, vê-se os protagonistas a reabrirem um caso datado de 1978, depois de novas provas terem aparecido, que referem que a vitima não foi morta por um homem mentalmente perturbado, depois deste ter visto Halloween no cinema e decidido começar a matar pessoas vestido da mesma forma que Michael.[42]
- Michael Myers aparece brevemente no filme The Haunted World of El Superbeasto (2009) de Rob Zombie.[43]

- Entre as várias formas de marketing em que aparece a personagem, Myers já apareceu em vários produtos como globos de neve,[44] estátuas, vestuário, brinquedos e bonecos colecionáveis das empresas McFarlane Toys,[44][45] Sideshow Collectibles, Spencer Gifts, Paper Magic Group, Mezco[44] e a NECA, que deteve os direitos Halloween durante vários anos, criou uma colecção de figuras referente aos filmes de 1978 e 2007.[44][46] Até o Dr. Loomis ficou imortalizado em plástico juntamente com Myers numa estátua de duas figuras da NECA.[44][47]

- Michael Myers fez a sua estreia nos videojogos em 1983, no jogo Halloween da Atari. Muito raro de encontrar, é muitas vezes jogado em emuladores, em que o objectivo do jogador é tomar conta de crianças, protegendo-as "de um maníaco homicida que escapou de uma instituição mental". Apesar da capa do jogo ser o poster de lançamento do filme e de conter o tema musical, nenhuma personagem dos filmes é mencionada.[48] Este jogo foi lançado no Brasil mas equivocadamente intitulado Sexta-Feira 13.

- Michael Myers é uma personagem jogável em Call of Duty: Ghosts, incluído no pacote ‘Onslaught’.[49][50]
- Michael é um dos vários ícones do terror incluídos na edição de 2009 do evento Halloween Horror Nights da Universal Studios Hollywood, como parte de um labirinto interativo de nome Halloween: The Life and Crimes of Michael Myers,[51][52] e novamente em 2015 com o nome Halloween: Michael Myers Comes Home.[53] Em 2013, o artista pop Eric Millikin, criou um enorme mosaico com o retrato de Michael Myers, feito com doces e aranhas de Halloween, como parte da sua série "Totally Sweet".[54][55]

- A icônica máscara e o fato de Michael Myers foram reproduzidas ao longo dos anos por Don Post, a companhia fabricante responsável pela criação das máscaras de vários filmes Halloween (a fábrica Silver Shamrock que se vê em Halloween III é realmente uma das unidades de fabrico da Don Post).[56][57] Em 2012, a Universal Pictures garantiu a licença aos estúdios Trick or Treat para produzirem duas versões da máscara de Myers de Halloween II (2009), uma "limpa" e uma outra com as famosas "lágrimas de sangue".[58]

- Myers ficou em #1 na lista dos dez melhores vilões slasher para o site Fandango,[59] e em #22 entre "100 Maiores Vilões de Sempre do Cinema", numa contagem feita pelo site Games Radar.[60] Em 2012, numa votação dos leitores do site IGN, Myers ficou em #3 na lista dos "25 Maiores Vilões de Sempre do Terror" (atrás de Freddy Krueger e Jason Voorhees)[61] e em 2014, numa outra votação semelhante para a revista Rolling Stone, em #1 entre os "10 Maiores Vilões de Sempre do Terror".[62]